# Krasov
Krasov är en ort i Tjeckien. Den ligger i den östra delen av landet, 220 km öster om huvudstaden Prag. Krasov ligger 462 meter över havet och antalet invånare är 339.
Terrängen runt Krasov är lite kuperad. Runt Krasov är det ganska glesbefolkat, med 34 invånare per kvadratkilometer. Närmaste större samhälle är Krnov, 11,2 km öster om Krasov. Omgivningarna runt Krasov är en mosaik av jordbruksmark och naturlig växtlighet.